# مثبط ثنائي ببتيديل ببتيداز-4

DPP-4 inhibitors and GLP-1

مثبطات ثنائي ببتيديل ببتيداز-4 (بالإنجليزية: Dipeptidyl peptidase-4 inhibitor)‏ هو مثبط إنزيم للدي ببتيل ببتيداز- 4، هي فئة من خافضات سكر الدم والتي تمنع دي ببتيل ببتيداز- 4. ويتم إستخدامها لعلاج سكري النمط الثاني.